# Пети македонски конгрес
Петият македонски конгрес на Македонската организация се провежда от 26 до 29 юли 1898 година в град София.

## Делегати
| Делегати                          | Делегати             | Делегати        |
| Дружество                         | Делегати             | Бележка         |
| --------------------------------- | -------------------- | --------------- |
| Балчишко македонско дружество     | Георги Капчев        |                 |
| Бобошевско македонско дружество   | Александър Радев     |                 |
| Варненско македонско дружество    | М. Иванов            |                 |
|                                   | Полихрон Нейчев      |                 |
| Добричко македонско дружество     | А. Овчаров           |                 |
| Дупнишко македонско дружество     | Александър Георгиев  |                 |
| Кюстендилско македонско дружество | Григор Бояджийски    |                 |
| Ломско македонско дружество       | Денко Николов        |                 |
| Новоселско македонско дружество   | Георги Дойчинов      |                 |
| Осоишко македонско дружество      | Иван Грънчаров       |                 |
| Пещерско македонско дружество     | Александър Людсканов |                 |
| Пловдивско македонско дружество   | Христо Танчев        |                 |
|                                   | Христо Попов         |                 |
| Провадийско македонско дружество  | Никола Мушмов        | от ІІ заседание |
| Радомирско македонско дружество   | Константин Кюркчиев  |                 |
| Разградско македонско дружество   | Славчо Бабаджанов    |                 |
| Раховско македонско дружество     | Яким Христов         |                 |
| Свищовско македонско дружество    | Антон Байраков       |                 |
| Софийско македонско дружество     | Иван Георгов         |                 |
|                                   | Я. Груев             | от ІІ заседание |
| Станимашко македонско дружество   | Георги Стрезов       |                 |
| Трънско македонско дружество      | Петър Въжаров        |                 |
| Чирпанско македонско дружество    | Димитър Георгиев     |                 |

За председател на бюрото на конгреса е избран доктор Иван Георгов, за подпредседател – Христо Попов, а за секретари Байраков и Въжаров.

## Решения
На второто си заседание на 27 юли конгресът разглежда отношенията с ВМОРО:
| „ | Влизането в споразумение – тукашната македонска организация с тамошната – вътрешната в самата Македония и Одринско организация, на която понастоящем тук в столицата се намирали двама нейни представители, които по неизвестни причини стоели вън от желаемото от всички ни съгласие за задружно действие. Конгресът реши да не се изпраща до тия представители предлагаемата от някои г.г. делегати комисия, а с благоприятното му на въпроса разрешение се натоварва комитетът след новото му конституиране, комуто се препоръчва: да употреби всички легални средства щото от тукашната и тамошната организация да се образува едно тяло, на което управлението да бъде съсредоточено във ВМ комитет. | “ |

На третото заседание на 28 юли е потвърдено решението на Четвъртия конгрес за издаване на политически вестник, като за целта на комитета е разрешен кредит до 10 000 лева.
На последното четвърто заседание на конгреса на 29 юли са приети отчетите, натоварен е комитетът да подаде меморандум до Великите сили, изменени са Статутите и са направени избори за нов комитет в състав:
| Членове - Александър Радев (18 гласа) - Христо Станишев (17 гласа) - Димитър Ляпов (16 гласа) - Христо Попов (16 гласа) - Андрей Ляпчев (15 гласа) - Георги Георгов (14 гласа) | Неизбрани - Коста Шахов (12 гласа) - Александър Людсканов (8 гласа) - Полихрон Нейчев (6 гласа) - Иван Георгов (5 гласа) - Георги Стрезов (4 гласа) - Константин Поменов (2 гласа). |

Комитетът не изпълнява очакванията, които имат делегатите поради разногласието между членовете му. Единственото по-сериозно действие на новия състав на комитета е издаване на вестник „Реформи“, който започва да се издава на 9 януари 1899 година и бързо достига тираж от 8000 броя.